# Platystele gaileana
Platystele gaileana är en orkidéart som beskrevs av Carlyle August Luer och Endara. Platystele gaileana ingår i släktet Platystele och familjen orkidéer. Inga underarter finns listade i Catalogue of Life.